# Boskapsön
 Boskapsön est une ile de l'archipel de Stockholm dans le comté de Stockholm en Suède,,.

## L'île
Boskapsön est une île située à environ 300 mètres à l'est de l'île de Nämdö. 
Elle est située dans la paroisse de Nämdö, dans la commune de Värmdö.
L'île est principalement constituée de forêts de bruyères, mais une vallée de fracture avec des prairies traverse l'île dans une direction nord-sud. 
Des deux côtés de la vallée se trouvent des affleurements rocheux atteignant 20 mètres d'altitude. 
Dans la partie sud de l'île, à Söderängsviken, se trouvent un port naturel et une maison de l'archipel.

## Réserve naturelle
La réserve de Boskapsön (en suédois : Boskapsöns naturreservat) est une réserve naturelle.
La réserve naturele a été créée le 17 mai 1967, elle a une superficie totale de 74 hectares dont 31 hectares de terres, 42 hectares d'eau et 9 hectares de forêt.
Boskapsön est une réserve naturelle qui comprend également quatre petites îles environnantes, mais pas Tallkobben.
Boskapsön abrite également un sentier de randonnée qui s'étend sur toute l'île. Le sentier est une activité populaire auprès des visiteurs qui souhaitent explorer le paysage unique de l'île et profiter de la magnifique nature. Il existe également un emplacement pour tentes sur l'île où les visiteurs peuvent passer la nuit et profiter de l'atmosphère paisible de l'île pendant plusieurs jours.
À Söderängsviken, il existe un port pour les plaisanciers qui ont besoin d'un endroit sûr pour jeter l'ancre pour la nuit.

## Galerie

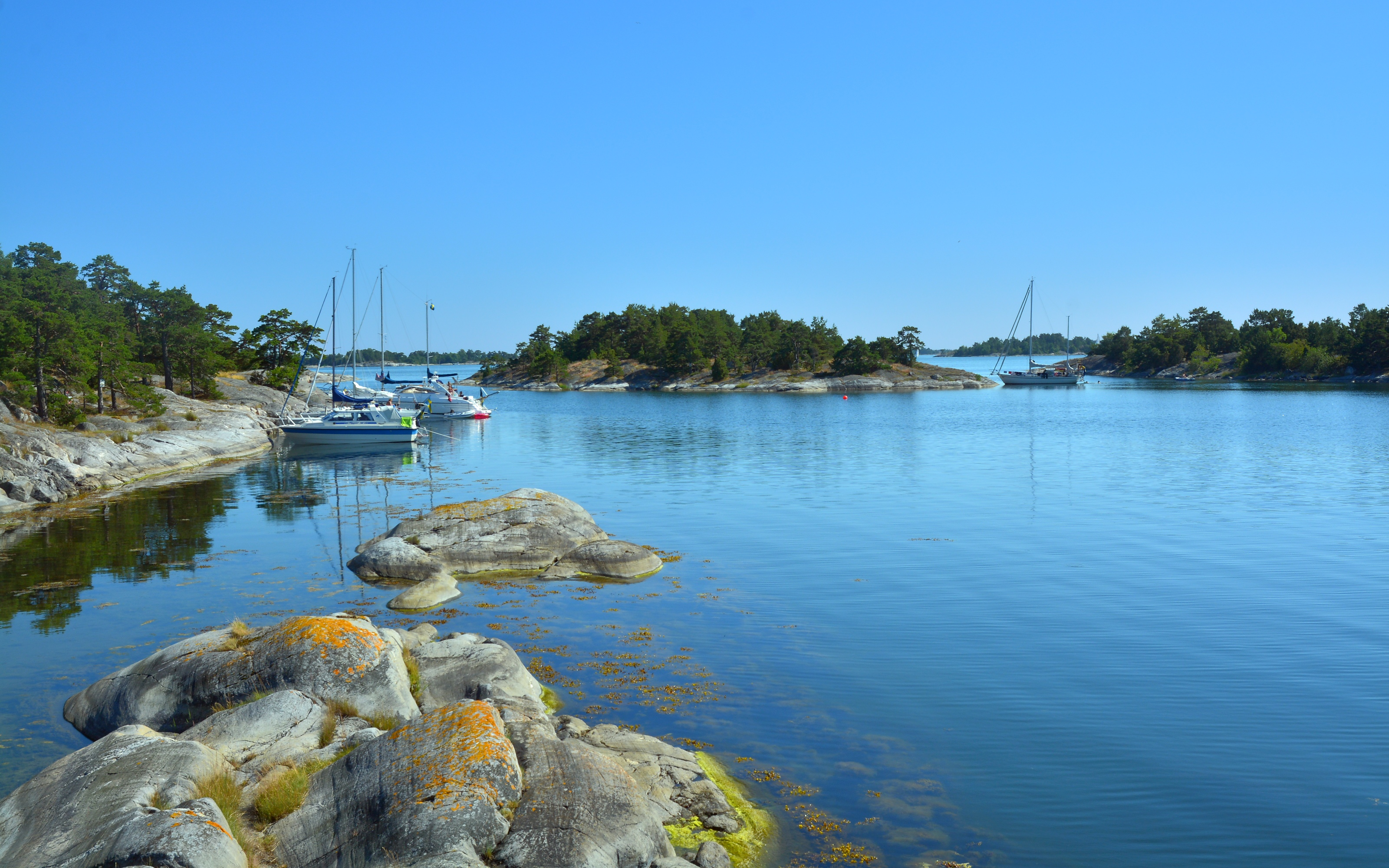
Le port naturel à Boskapsön.
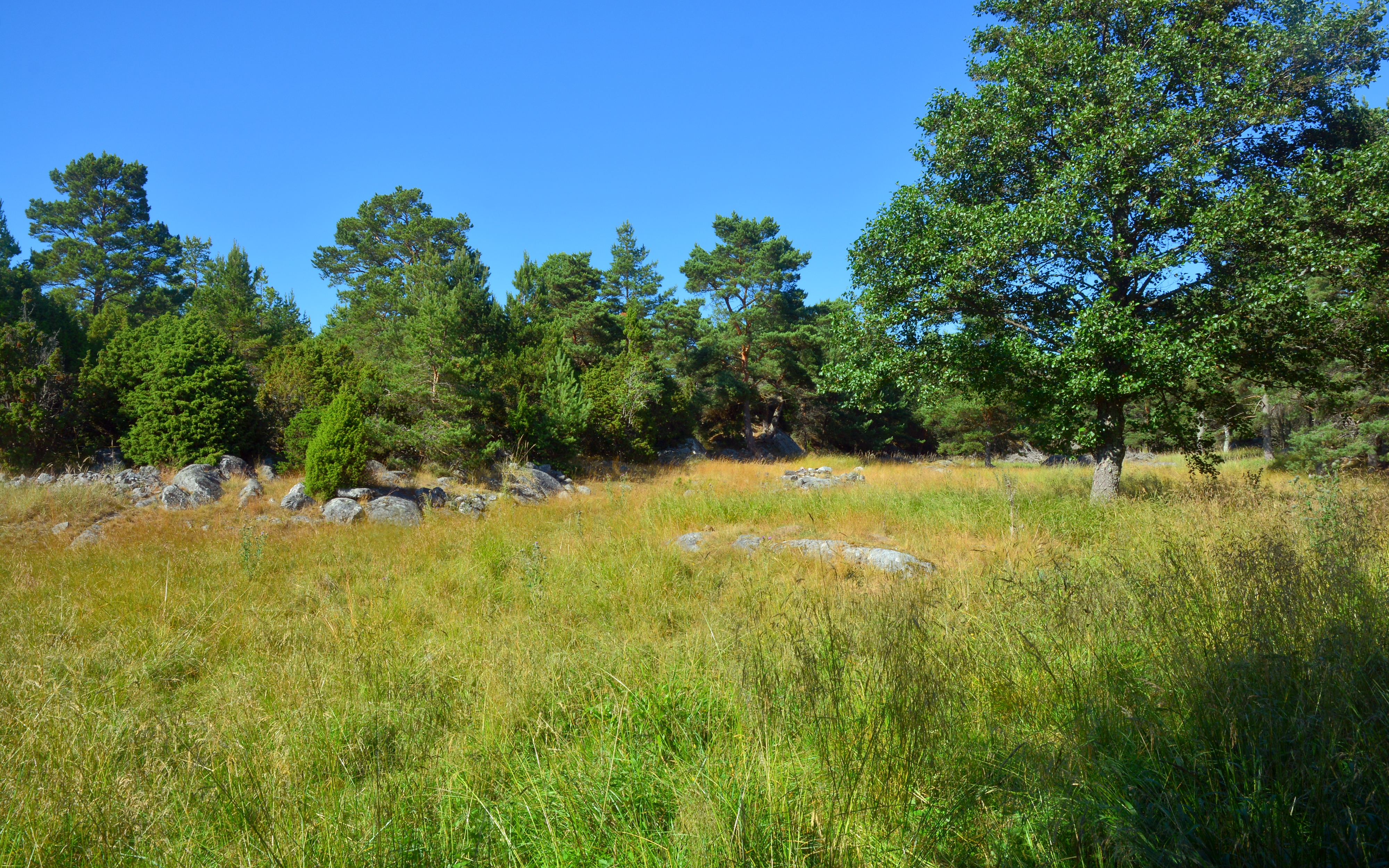
Pâturage à Boskapsön..